# یک مرد (فیلم ۲۰۰۸)
یک مرد 
(به تلوگویی: Okka Magaadu) فیلمی محصول سال ۲۰۰۸ و به کارگردانی وای. وی. اس چوداری است. در این فیلم بازیگرانی همچون نانداموری بالاکریشنا، پریانکا کوتاری، آنوشکا شتی، اشوتوش رانا، کوتا سرینیواسا راو و دوانداس کاناکالا ایفای نقش کرده‌اند.